# Chimenea de hadas

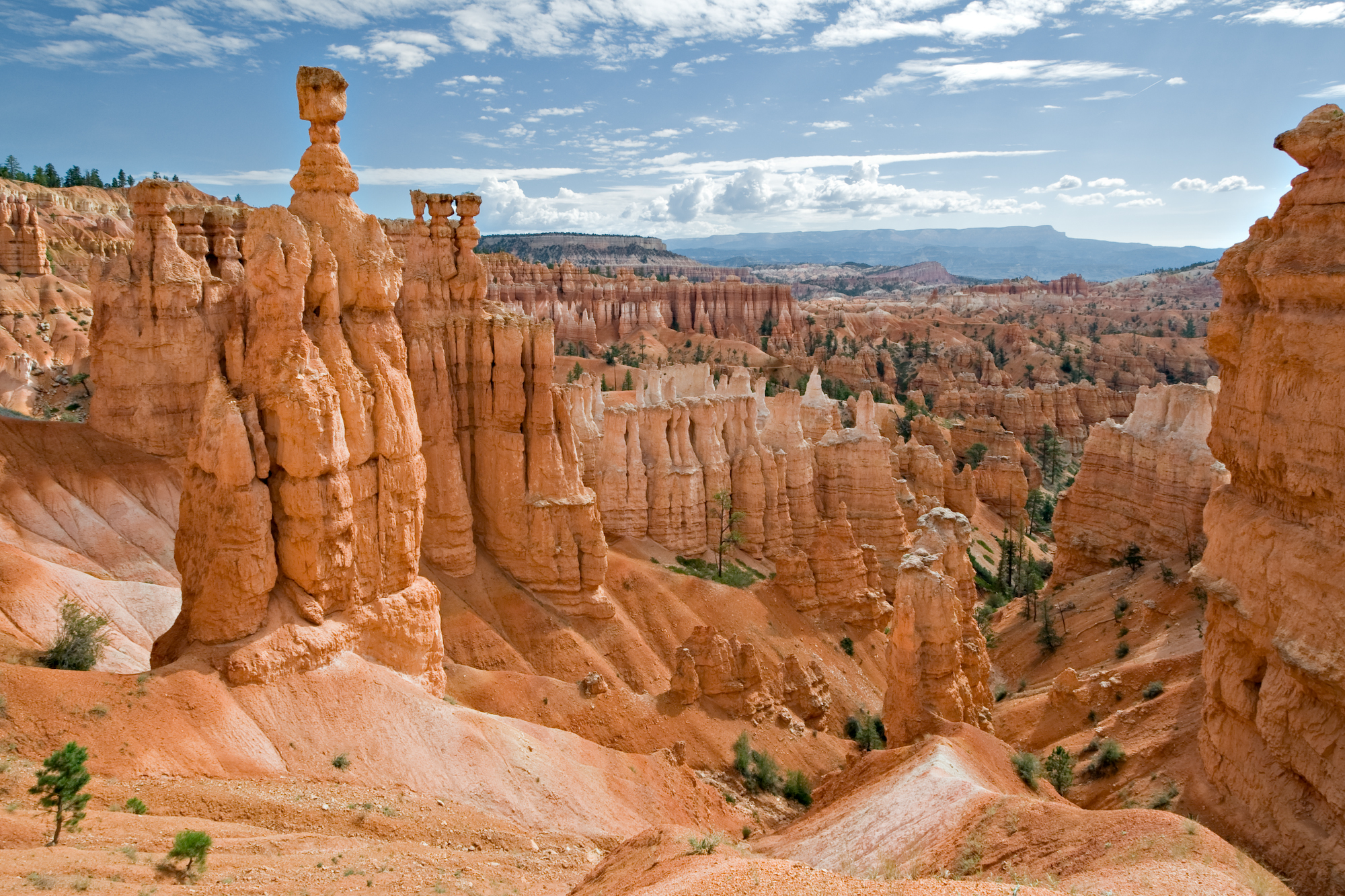
Chimenea de hadas en el parque nacional del Cañón Bryce, Utah (2007).

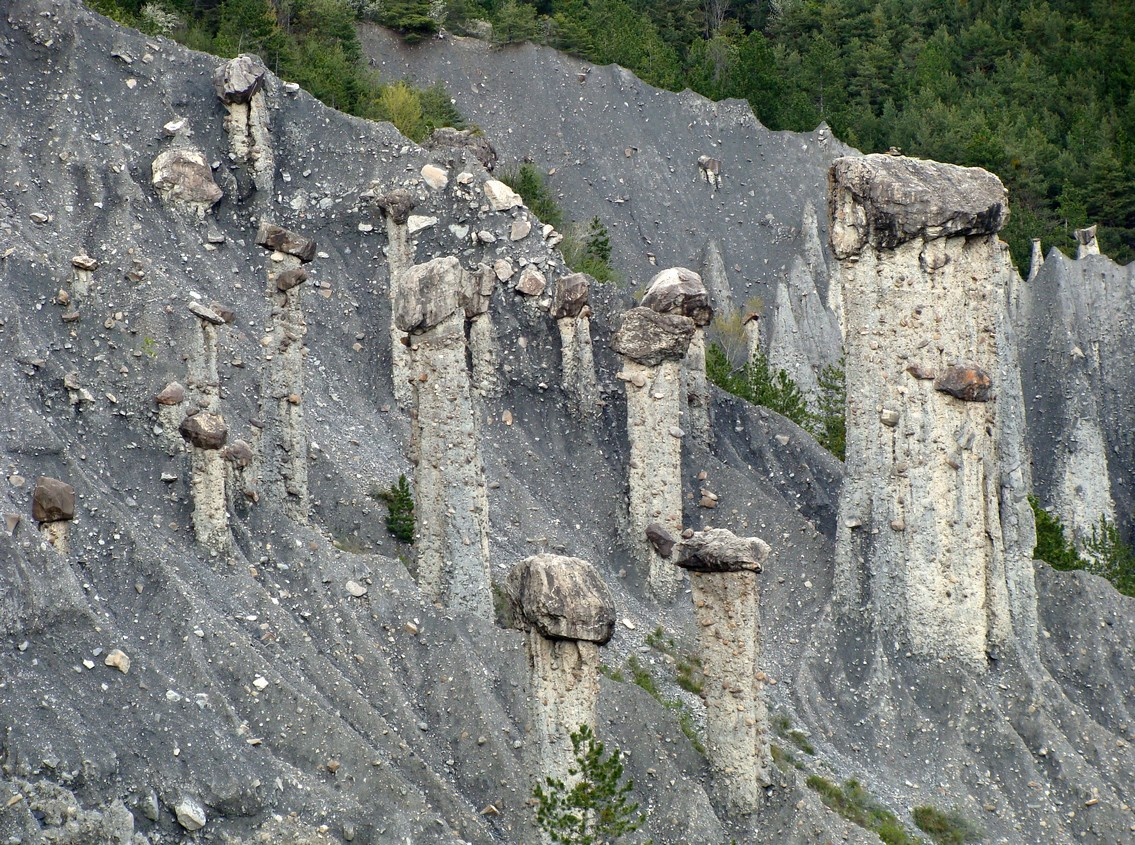
Sitio de la «Salle de bal des demoiselles coiffées», en Théus.

Una chimenea de hadas (también conocida, según las regiones, como seta rocosa, señorita con tocado, similar al francés demoiselle coiffée, pirámide o torre rocosa, o hoodoo), en geomorfología, es una especie de gran columna natural constituida a base de rocas débiles, generalmente sedimentarias, cuya cima es de roca más resistente que la protege de los efectos de la erosión. Son un accidente parecido al que ocurre en las costas con los farallones, en los que también interviene la erosión marina.
Se encuentran principalmente en el desierto y en zonas áridas, secas y calientes. En el uso común, la diferencia entre las chimeneas de hadas y los pináculos o agujas es que las chimeneas tienen un espesor variable y las agujas, en cambio, tienen un perfil más suave o un espesor uniforme que se va estrechando desde el suelo hacia arriba. Los hoodoos varían en tamaño desde el de un humano promedio a alturas superiores a un edificio de 10 pisos. Los minerales depositados en los diferentes tipos de roca son la causa de que ciertas chimeneas varíen de color a lo largo de su altura. 
Las más conocidas, ya que son un importante reclamo turístico, están en la región de Capadocia, en Turquía, y las chimeneas de hadas del parque nacional del Cañón Bryce (EE. UU.). Estas formas, a veces extrañas, están presente en todas partes del planeta y son la fuente de muchas creencias, supersticiones y leyendas.
La erosión de las chimeneas pueden tener uno o varios orígenes, según sea el lugar en que aparezcan. Pueden deberse a la fuerza de las corrientes de agua de lluvia y a las reacciones químicas entre las rocas y el agua. La fuerza del viento que destruyen la roca por expansión.
Las columnas se componen de estratos (varias capas de suelo superpuestas) compuestos de rocas friables (calcáreas, por ejemplo), mientras que su cima está constituida por una capa de protección (por ejemplo una capa de arenisca o de una gruesa roca más dura) más resistente a la erosión. Este casco protege de la erosión a las capas frágiles situadas por debajo, mientras que las capas vecinas desaparecen con el tiempo.

## Hoodoos

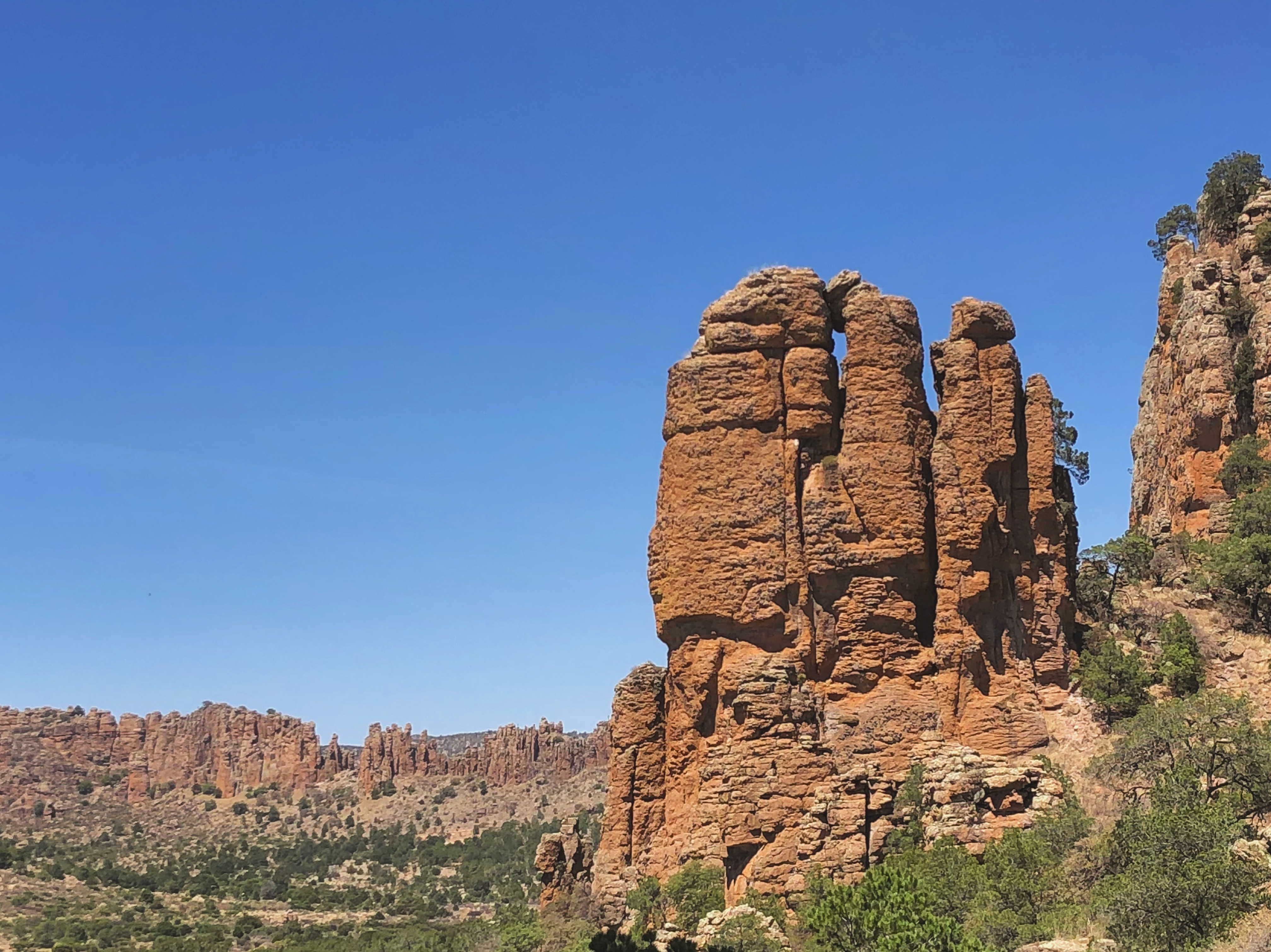
Parque nacional Sierra de Órganos en México.

En ciertas regiones del oeste de América del Norte estas estructuras rocosas se llaman hoodoos (que significa, mala suerte). El nombre deriva del culto vudú que da a ciertas formas naturales poderes mágicos.
Mucho antes, las formas particulares de estas piedras ya estaban en el origen de las leyendas de los amerindios. Por ejemplo, en la región del parque nacional Bryce Canyon, los hoodoos fueron considerados restos petrificados de seres antiguos que habían sido sancionados por malos comportamientos. En el parque nacional, algunas formas de ciertos hoodoos les han valido para tener nombres propios especiales como «Martillo de Thor», «Queen Victoria» o «E.T.». Son los símbolos del parque debido a su gran número.

## Las chimeneas en España

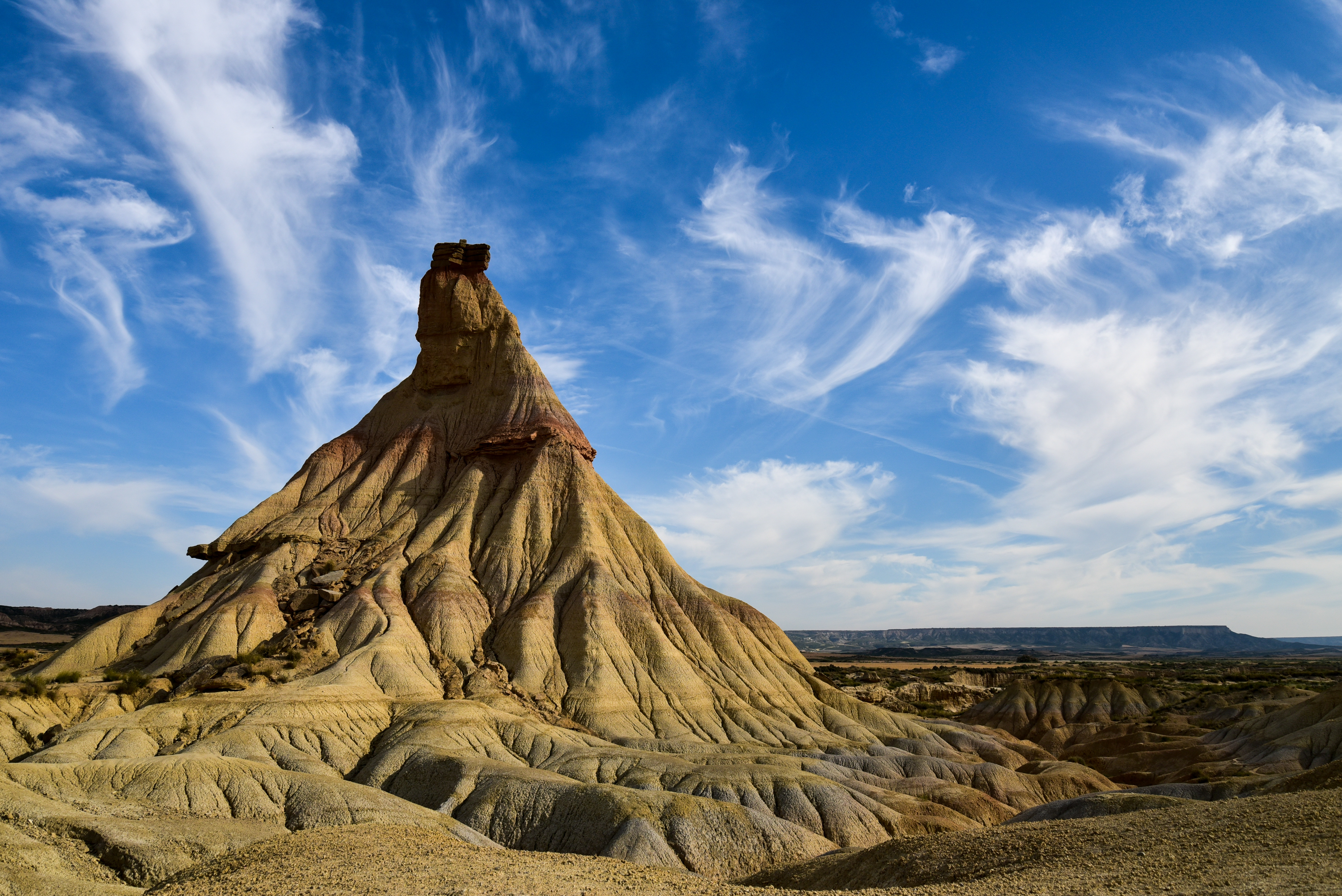
Castil de tierra, en las Bardenas Reales (España)

Aguarales de Valpalmas, Zaragoza (España)

### Valle del Ebro
Se formaron gracias a la erosión ejercida durante miles de años en montículos formados en su parte inferior de tufa (tierra frágil de origen volcánico), y en la parte superior de basalto y andesita. Durante el cuarto período geológico, las lluvias erosionaron estas formaciones, y quedaron montículos de tufa coronados por un sombrero de basalto duro, cuya altura puede llegar a los cuarenta metros. Las rocas duras de la parte superior protegen a las rocas blandas de la parte inferior haciendo un efecto de paraguas.
Algunos ejemplos de chimeneas de hadas son los siguientes:
- Aguarales de Valpalmas, provincia de Zaragoza (España).
- Peña Sola de Collas, igualmente en la provincia de Zaragoza (entre Biel y Fuencalderas).
- Señoritas de Arás en Biescas, en la provincia de Huesca (España).
- Castildetierra,  en el desierto de las Bardenas Reales, Navarra (España).

### Canarias
Ejemplo de chimeneas de hadas son las que se dan en el denominado Paisaje Lunar de Granadilla de Abona, en la isla de Tenerife. 

## Chimeneas en otros lugares en el mundo
Hay chimeneas de hadas a lo largo de todo el mundo, a pesar de lo escasas que siguen siendo. En Francia, se encuentran chimeneas de hadas cerca de la cascada de la Pisse, cerca de Saint-André-d'Embrun en los Hautes-Alpes y también en el parque natural regional de Queyras, cerca de Ville-Vieille. Una chimenea de hadas también está presente en Cotteuge, en el Puy-de-Dôme.
Las chimeneas son visibles en la ciudad de Renon, en la Provincia de Bolzano en Italia. En Suiza, donde se les llama «pirámides», están presentes en Euseigne, en el Valais.
En Turquía, las chimeneas están presentes sobre todo en la región de Capadocia. Las chimeneas están presentes en el oeste de Canadá especialmente cerca de Banff en la provincia de Alberta. En los EE. UU., las chimeneas de hadas están presentes en el desierto occidental en lugares como en el parque nacional del Cañón Bryce o en otros lugares de la meseta de Colorado y en las tierras baldías.
En el Perú, se pueden observar chimeneas parecidas cerca de Huancayo, en un sitio llamado Torre Torre, ubicado en el Valle del Mantaro.
Algunas chimeneas son reconocidas como patrimonio mundial de la UNESCO, como por ejemplo en el sur de China con el karst de China del sur y el Parque nacional Sierra de Órganos en México.

Chimeneas en Europa
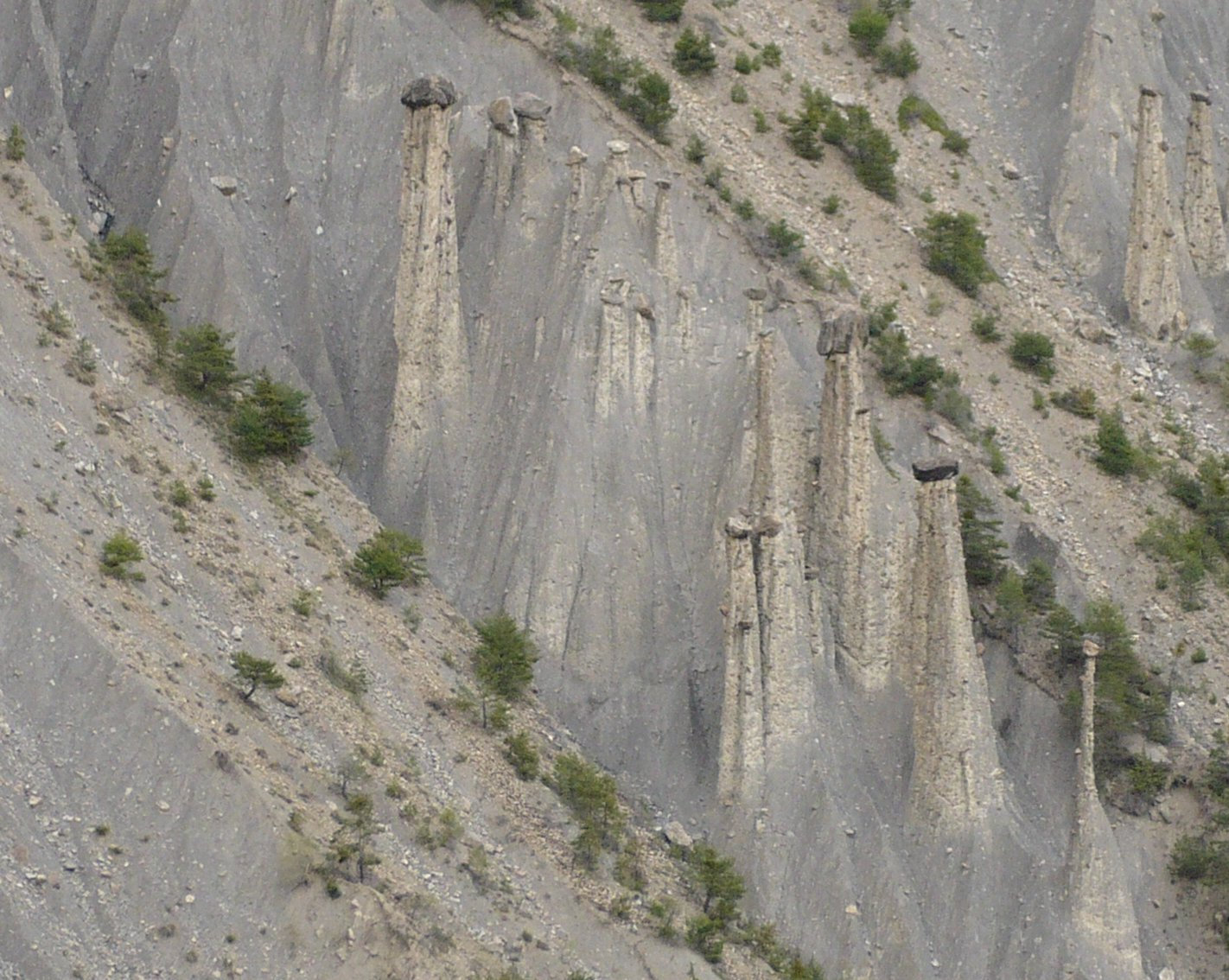
Cascada de la Pisse, Altos Alpes, Francia
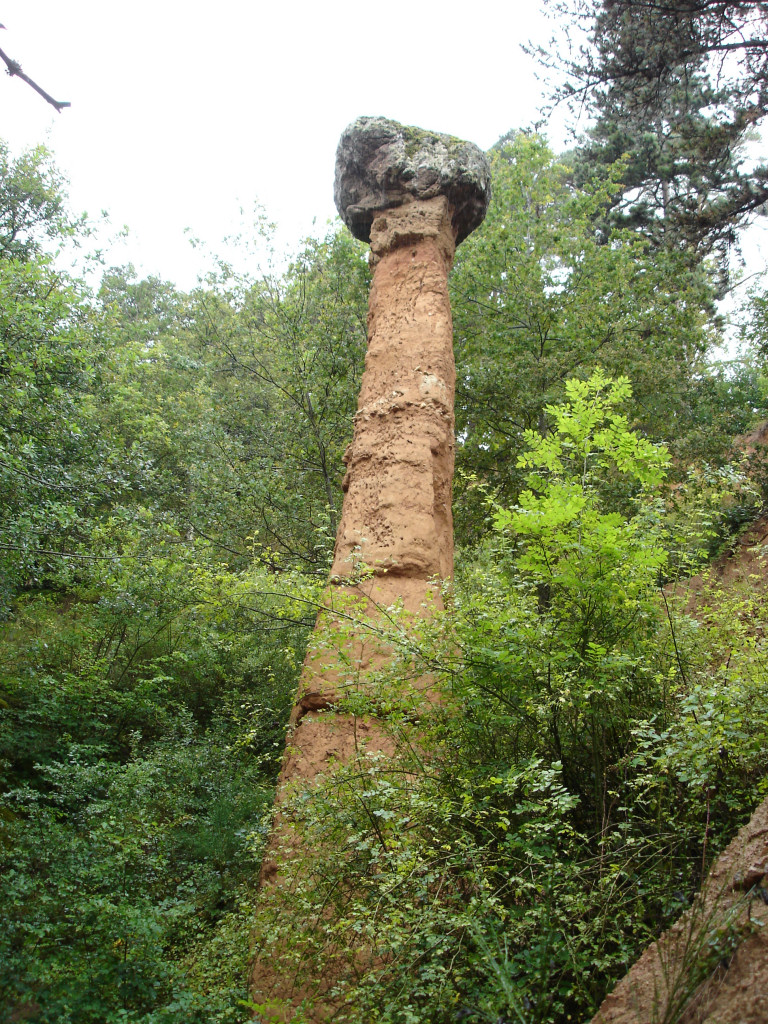
Cotteuge, Puy-de-Dôme, Francia
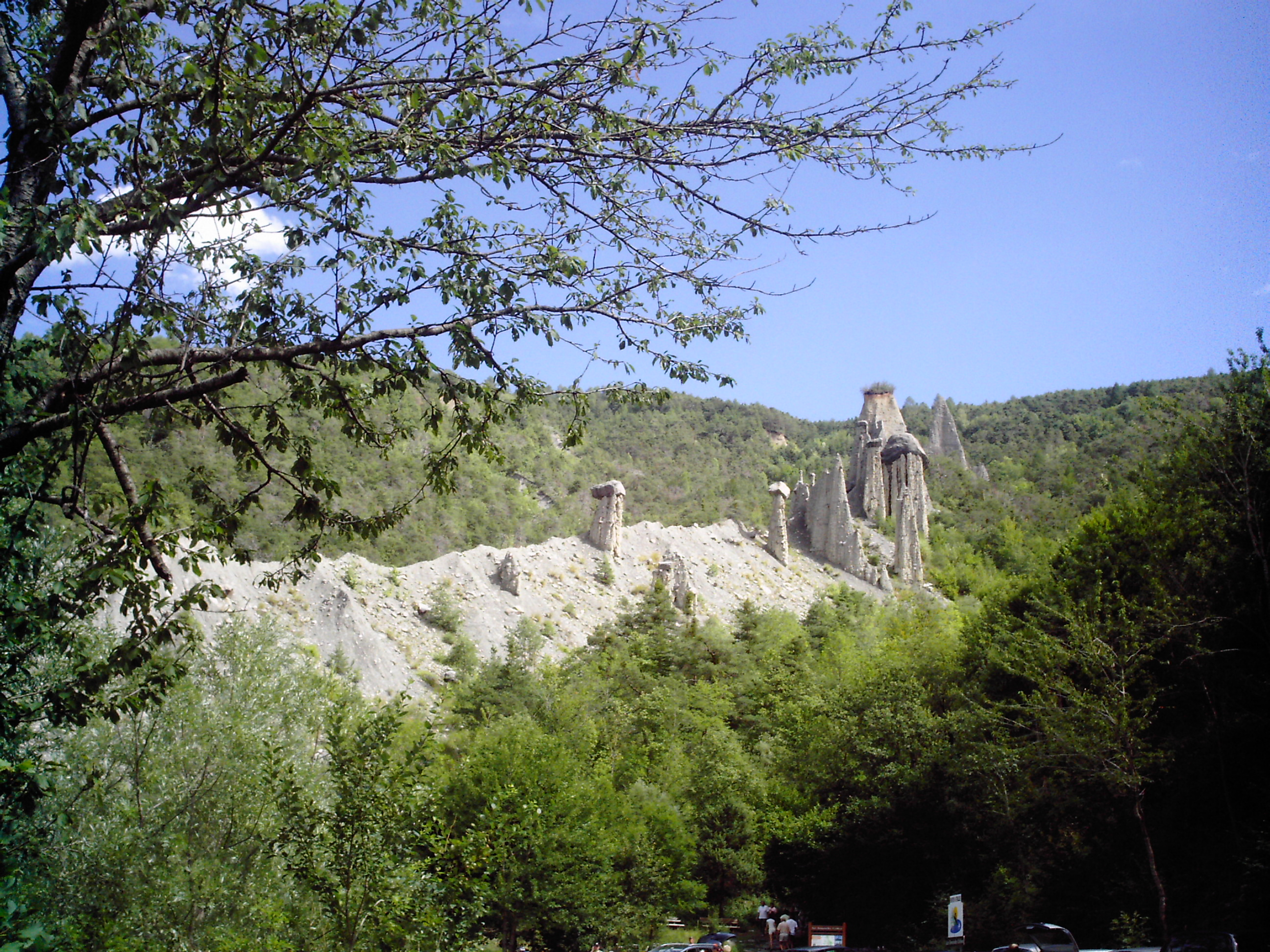
Demoiselles coiffées, Pontis, Alpes-de-Haute-Provence, Francia
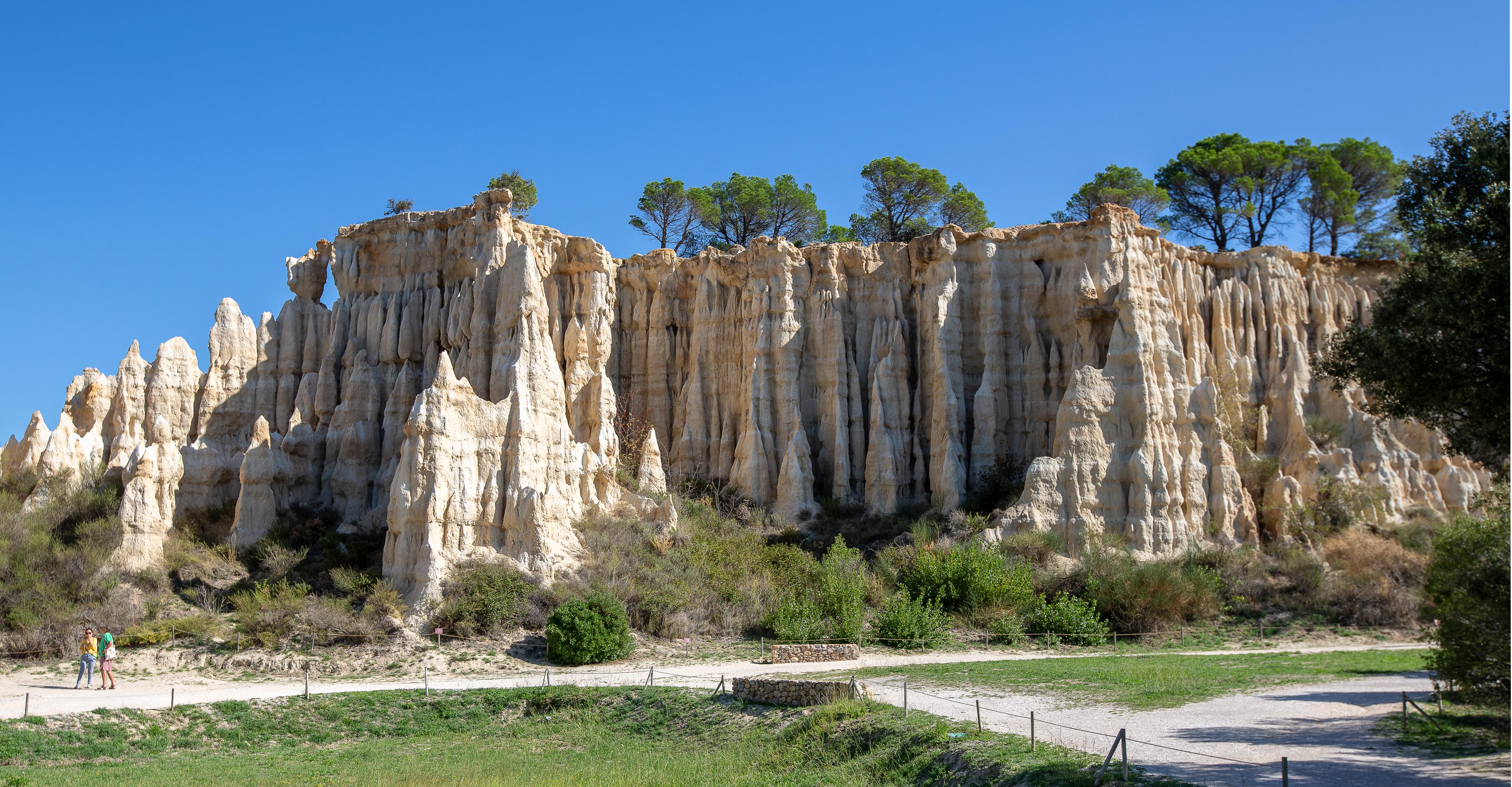
Renon, Bolzano, Italia
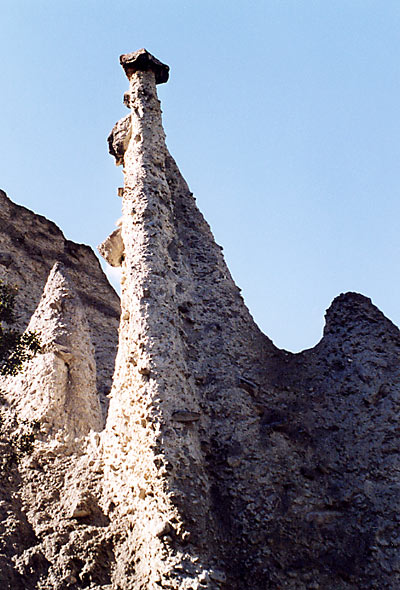
Euseigne, Valais, Suiza
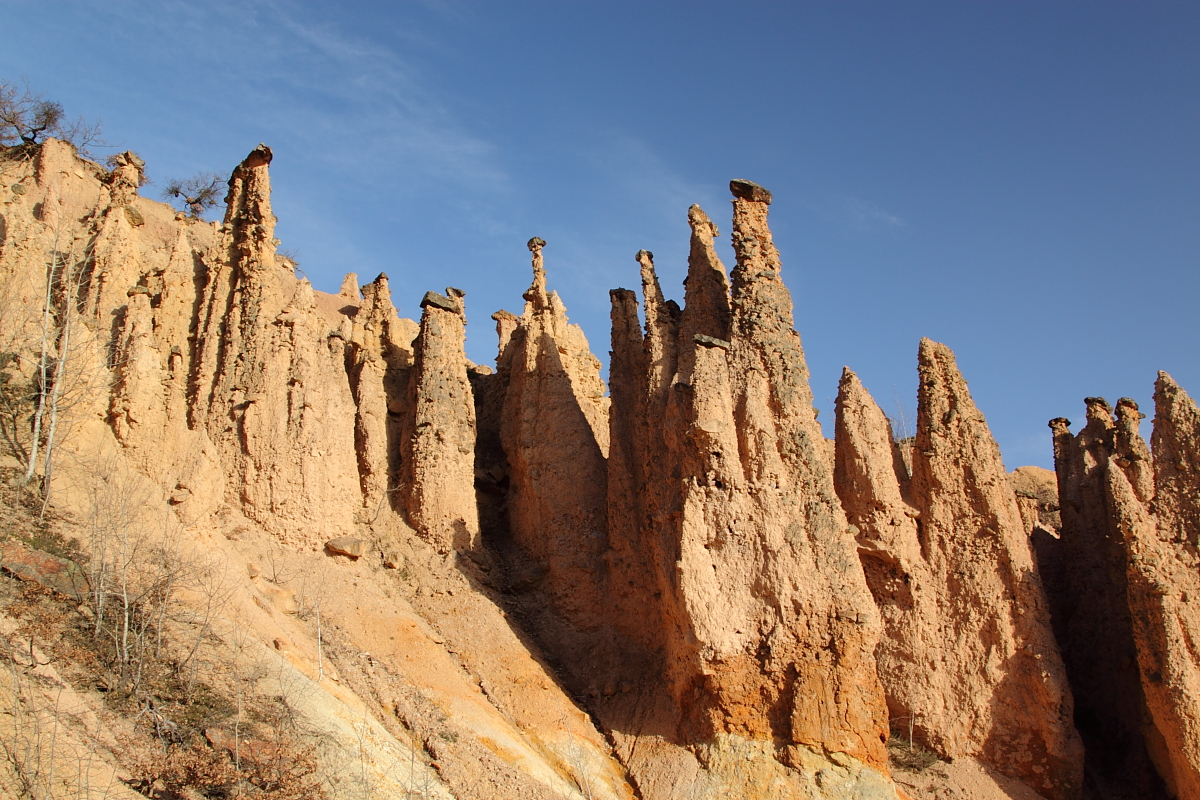
Đavolja Varoš (Devil's Town) en Serbia – una formación rocosa volcánica con caos de andesita

Chimeneas en América
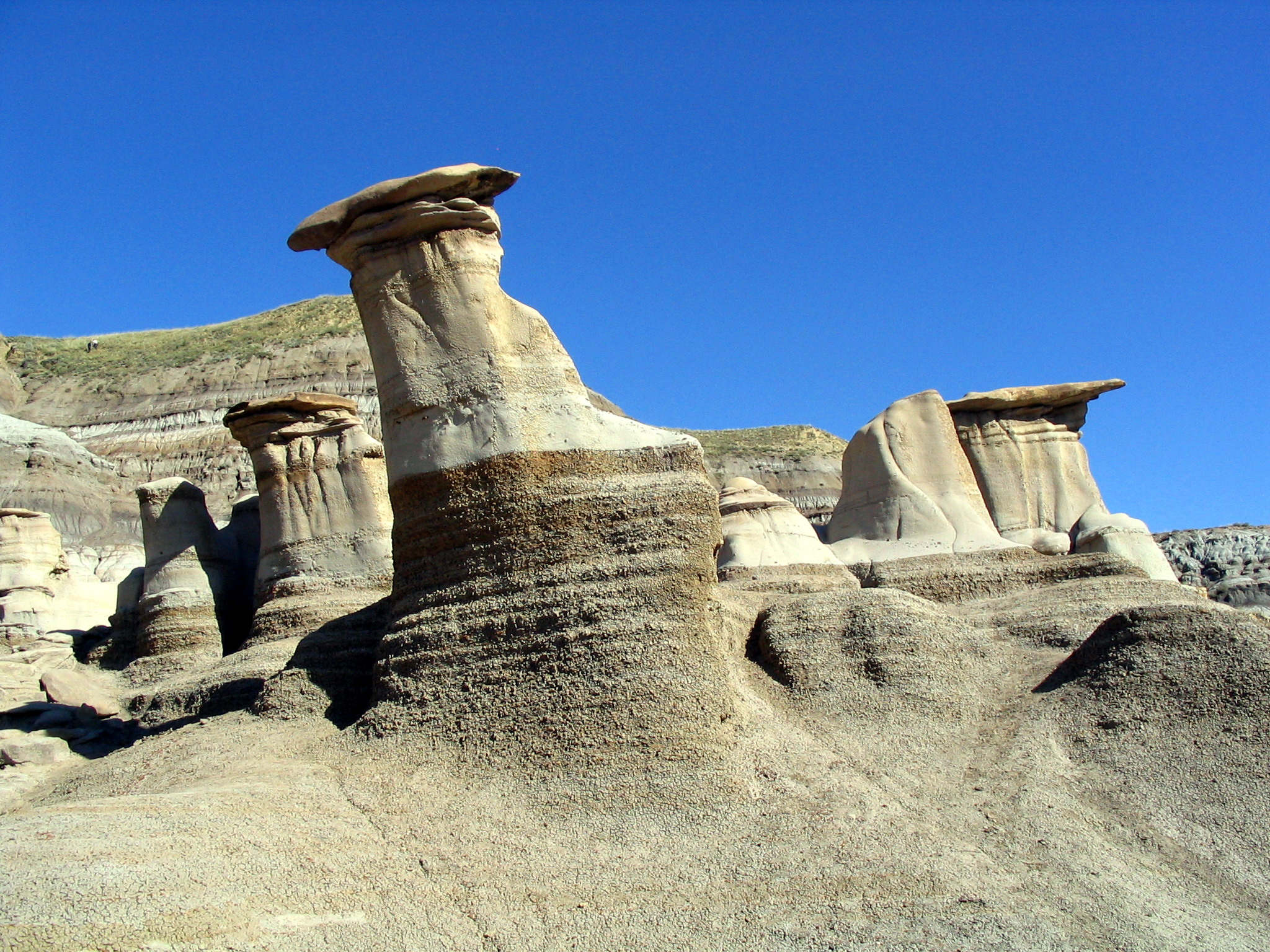
Drumheller, Alberta, Canadá
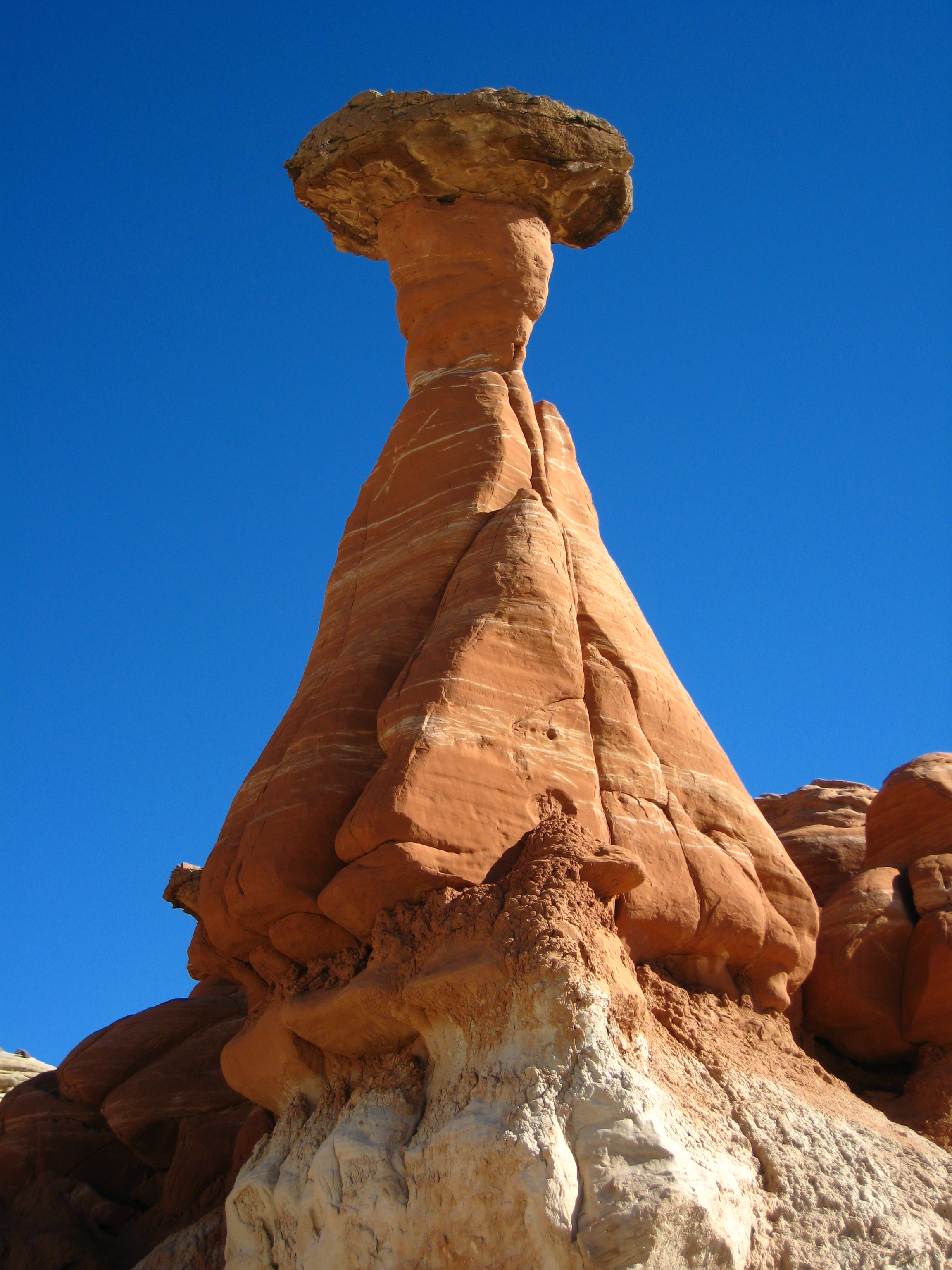
Monumento Nacional Grand Staircase-Escalante, Utah, EE. UU.
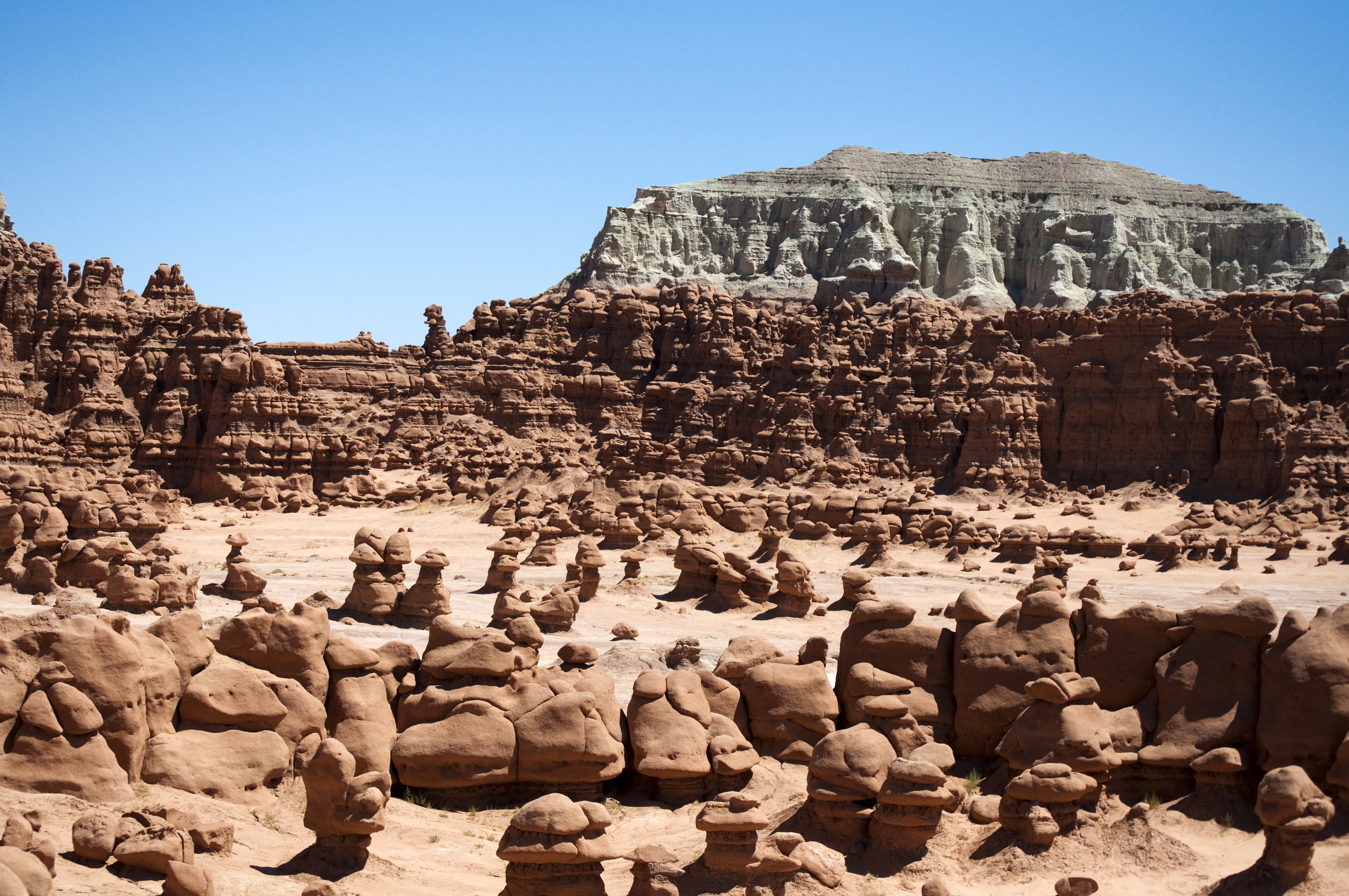
Parque estatal Goblin Valley, Utah
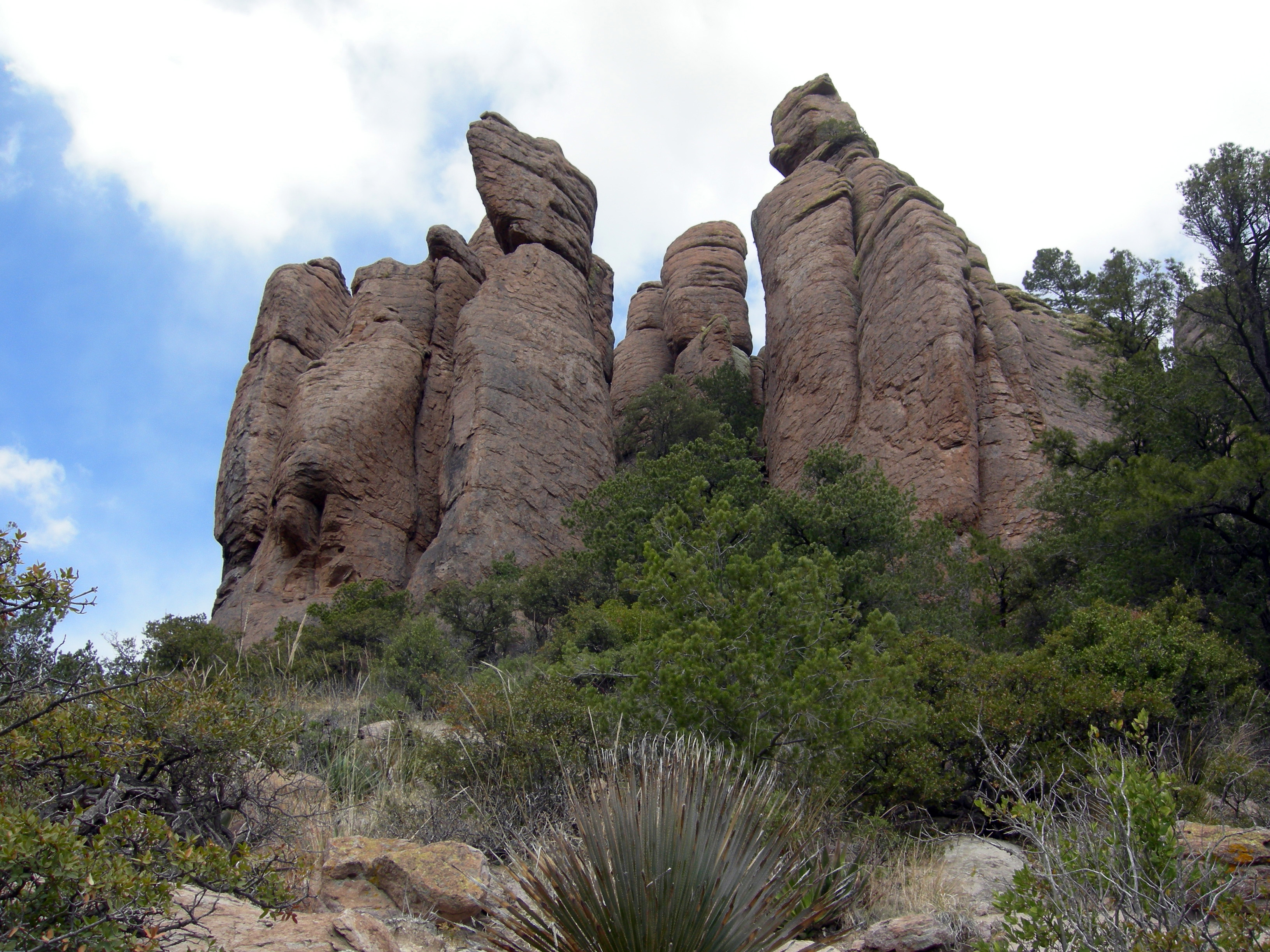
Monumento Nacional Chiricahua, Arizona, EE. UU.
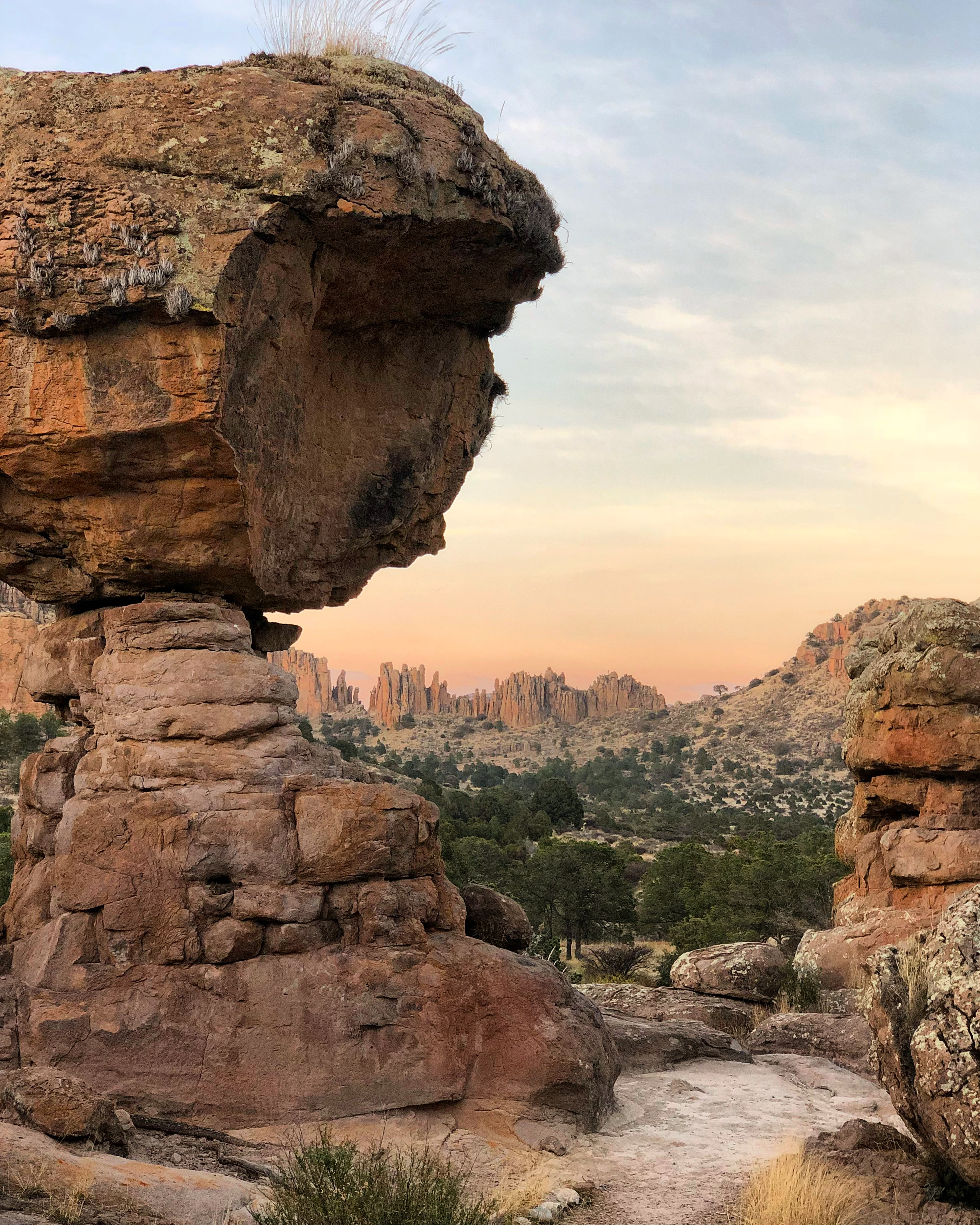
Parque nacional Sierra de Órganos, Sombrerete, México
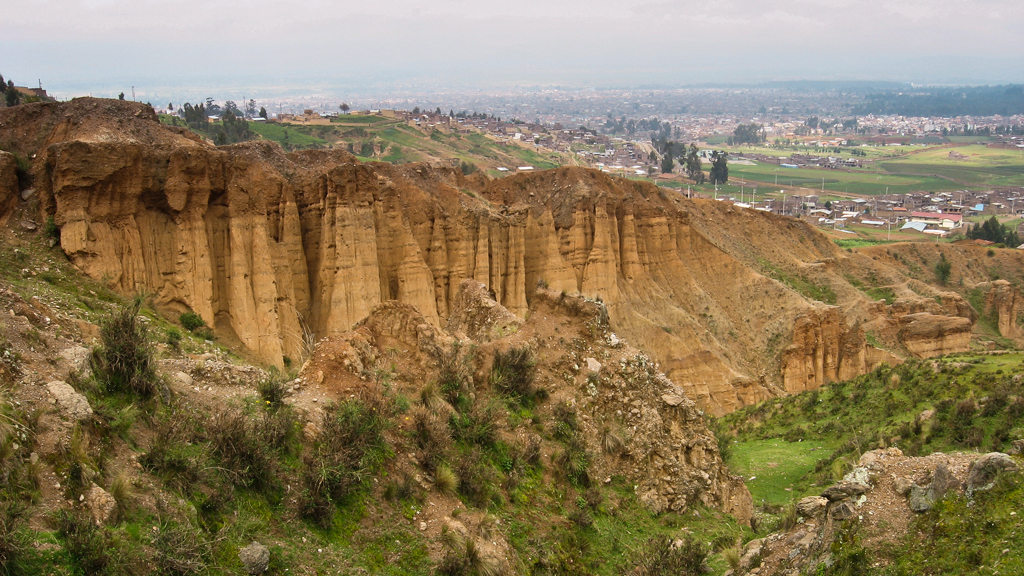
Torre Torre, Huancayo, Perú

Otras chimeneas
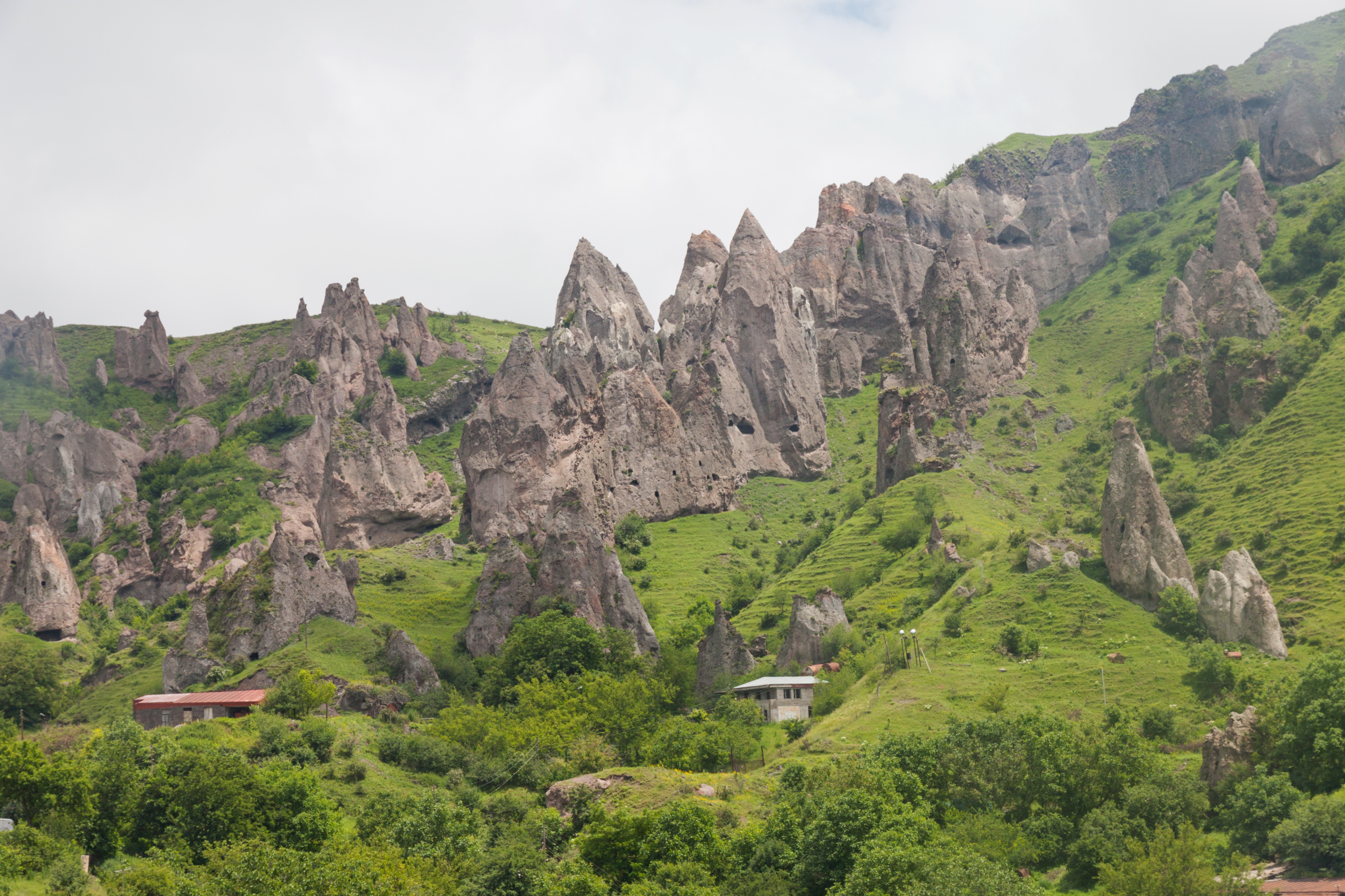
Hoodoos en Hin Khndzoresk, Armenia
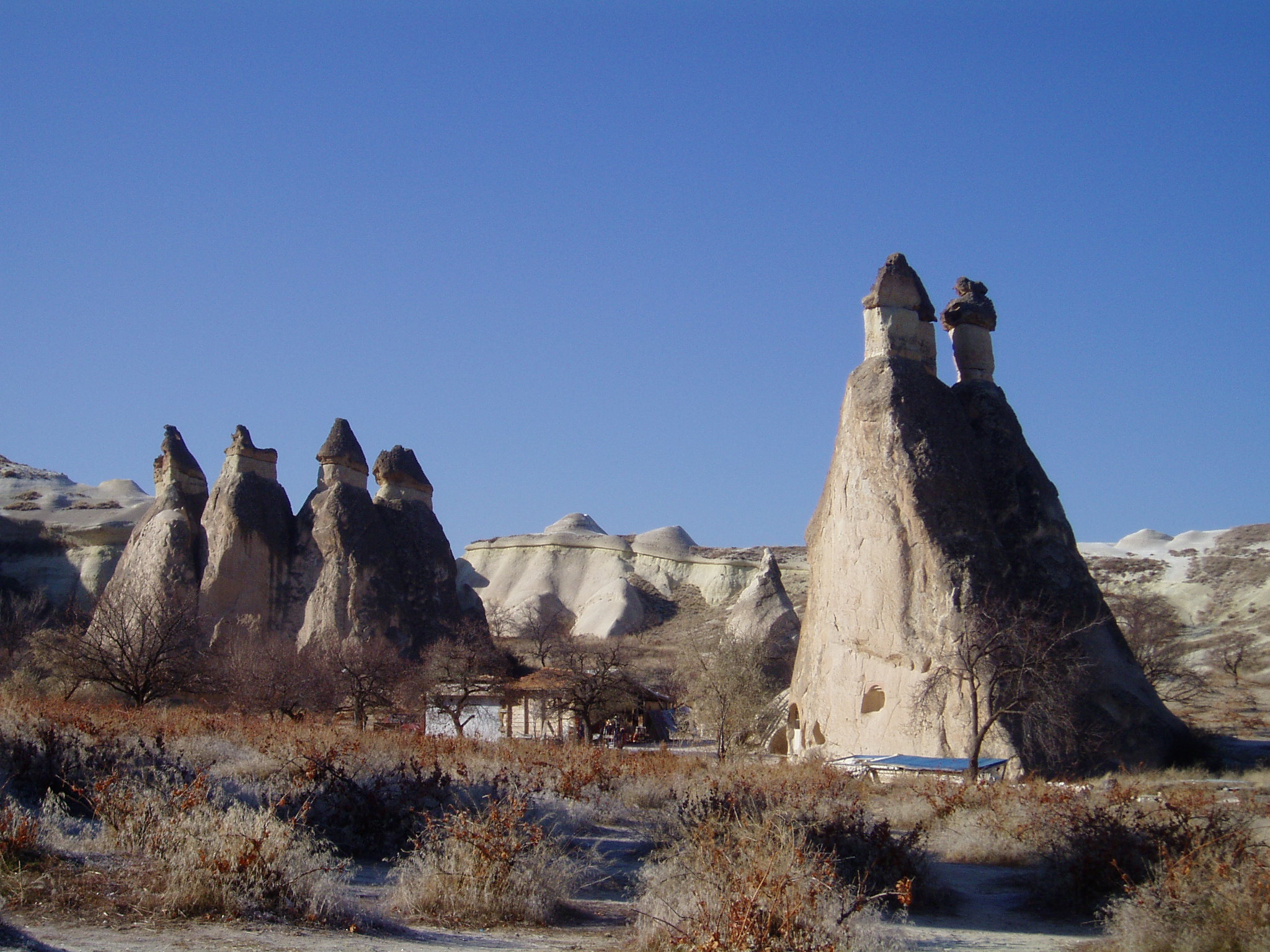
Capadocia, Turquía.Las ignimbritas claras aparecen bajo la protección del basalto.
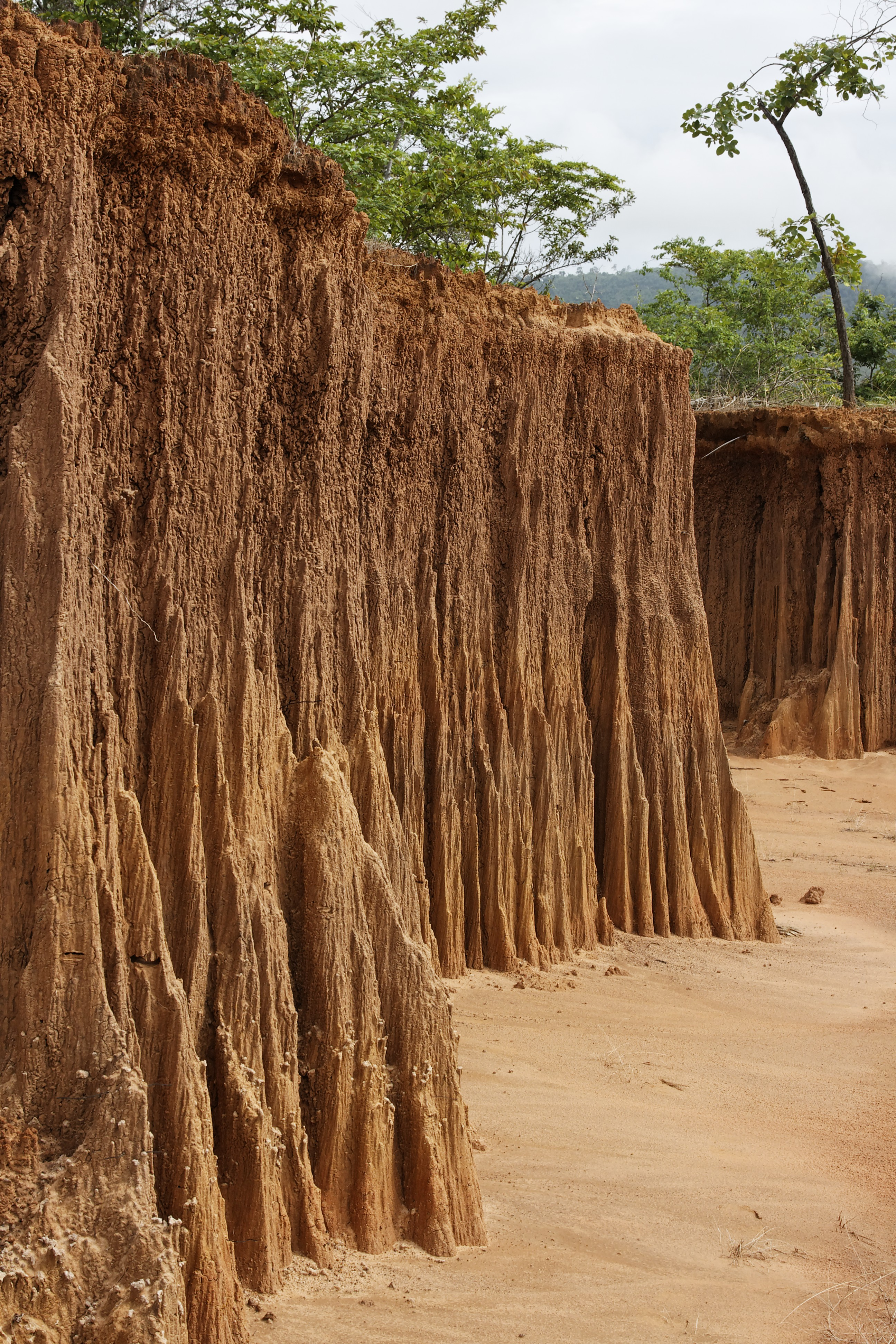
Cañón de Lalu, Sa Kaeo, Tailandia
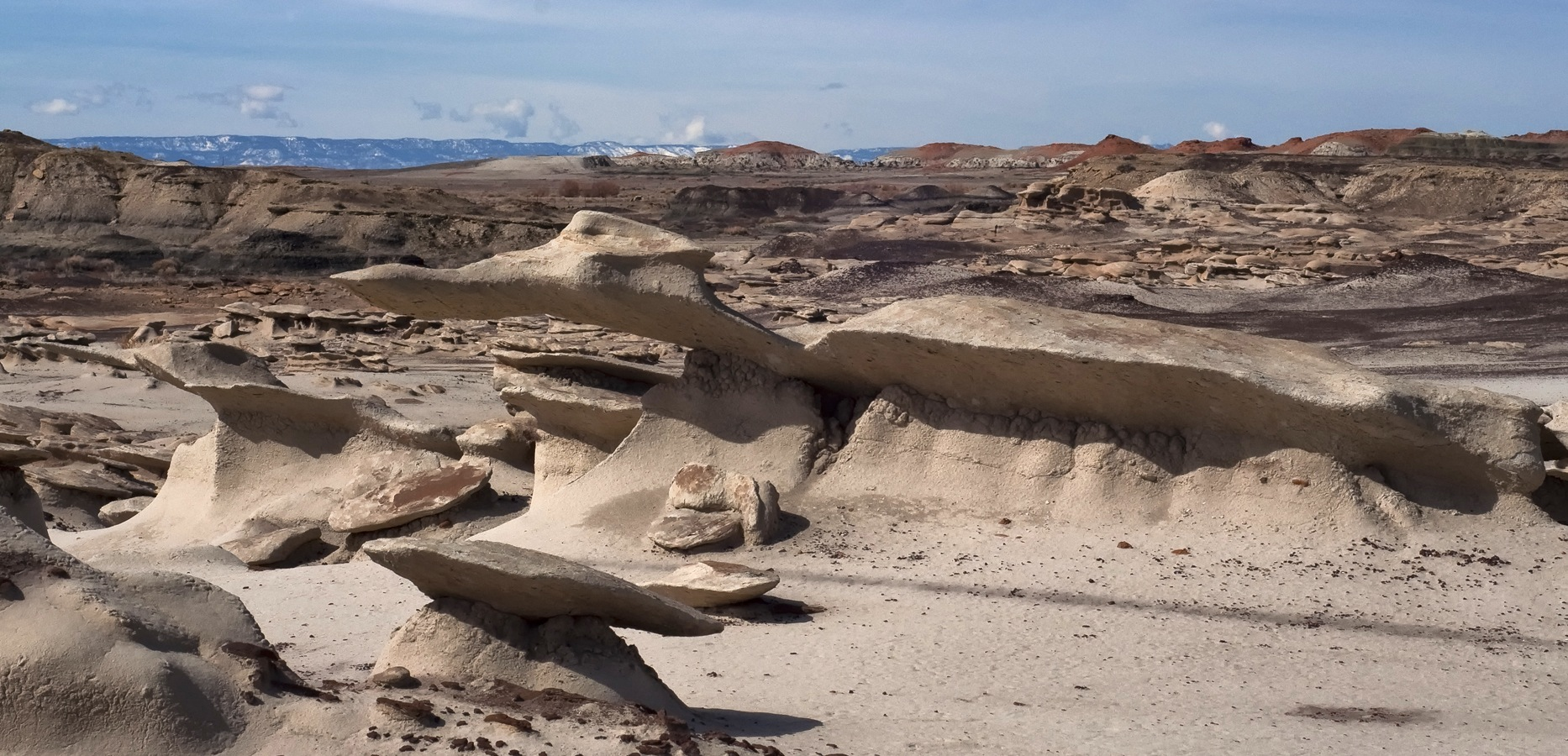
Bisti/De-Na-Zin Wilderness: chimeneas y setas rocosas.